# Eotetranychus hirsti
Eotetranychus hirsti är en spindeldjursart som beskrevs av Pritchard och Baker 1955. Eotetranychus hirsti ingår i släktet Eotetranychus och familjen Tetranychidae. Inga underarter finns listade i Catalogue of Life.